# Thomas Kingo
Thomas Kingo, né à Slangerup en 1634 et mort en 1703, est un poète danois.

## Biographie
Fils d'un tisserand, , il étudie à Copenhague et embrasse la carrière ecclésiastique. Il devint évêque de Fionie en 1677. Le roi lui confère le titre de docteur en 1682 et il est anobli en 1683. 
Figure marquante de la littérature danoise du XVIIe siècle, il a été regardé comme le régénérateur de la poésie danoise, et comparé à Horace. Quelques-uns de ses Psaumes sont restés dans les psautiers danois et norvégien.